# Pontoux
Pontoux település Franciaországban, Saône-et-Loire megyében. Lakosainak száma 276 fő (2022. január 1.). Pontoux Mont-lès-Seurre, Charnay-lès-Chalon, Frontenard, Navilly, Saunières, Sermesse és Toutenant községekkel határos.

## Népesség
A település népességének változása:
| Lakosok száma | 266  | 268  | 278  | 275  | 279  | 280  | 278  | 277  | 276  |
|               | 2013 | 2015 | 2016 | 2017 | 2018 | 2019 | 2020 | 2021 | 2022 |